# Medio Scebeli
Medio Scebeli (in Somalo Shabeellaha Dhexe; in arabo شبيلي الوسطى Shabaylī al-Wusţá) è una regione dello Stato federale di Hirshabelle, in Somalia. 
Il fiume Uebi Scebeli ne segna il confine settentrionale con lo Stato federale di Galmudugh; ad ovest confina con la regione di Hiran; a sud con quella del Basso Scebeli; ad est è bagnata dall'Oceano Indiano.
Il capoluogo è Giohar

## Province
- Aadan Yabaal
- Balad
- Giohar (capitale)
- Itala
- Mahaddei Uen
- Uarsceik